# أمريكيون صقليون
الأمريكيون من أصول صقلية (بالإنجليزية: Sicilian Americans) (بالإيطالية:Siculo-americani) (بالصقلية:Siculu-miricani) ، هم المواطنون الأمريكيون الذين ينتمي للجذور الصقلية، و صقلية هي الجزيرة التي تقع في جنوب إيطاليا ، ويتحدثون بثلاث لغات وهي الإنجليزية الأمريكية و الإيطالية وصقلية.

## التواجد في الولايات المتحدة
يبلغ عدد الأمريكيين من أصول صقلية مابين عام 1880 إلى 1906 نحو 100 الف شخص، ويسكنون في مدن أمريكية معروفة وهي :
- تامبا
- بوفالو في نيويورك
- نيو جيرسي
- شيكاغو
- بوسطن
- فيلادلفيا
- لوس أنجلوس
- نيو أورلينز
- سان فرانسيسكو
- ديترويت
- ميلووكي

## وصلات خارجية
- Sicilian Confederation of North America
- CSNA 2010
- National Sicilian American Foundation
- Re-inventing Sicily in America
- Every culture.com
- Arba Sicula (A Sicilian American organization) قالب:Scn icon (بالإنجليزية)
- Sicilian American Theater
- Magna GRECE Ethno-cultural journal for people of Southern-Italian descent